# روميو مينتي
روميو مينتي (5 سبتمبر 1919 - 4 مايو 1949) لاعب كرة قدم إيطالي لعب كمهاجم. سجل 145 هدفاً في مسيرة امتدت إلى خمسة عشر عاماً.

## البطولات

### نادي فيورنتينا
- الدوري الإيطالي الدرجة الثانية: 1938-1939
- كأس إيطاليا: 1939-40

### نادي تورينو
- دوري الدرجة الأولى الإيطالي : 1942–43 ، 1946–47 ، 1947–48 ، 1948–49
- كأس إيطاليا : 1942-1943